# 흔한일상
흔한일상은 흔한남매(한으뜸, 장다운)의 일상을 보여주는 채널이다.

## 컨텐츠
- 이상형월드컵
- 먹방
- 흔한남매의 일상, 몰카

### 제작진들이 만든 컨텐츠
- 재료뽑아 라면만들기
- 힐링 마사지
- 여자, 남자 고사
- 기억력 테스트(영츠 하이머)

## 다른 흔한남매 채널
- 흔한남매
- 흔한스꿀
- 씁아저씨
- Battle Food 배푸

## 연혁
- 2012.09.14. 웃찾사 흔한남매 채널 개설
- 2015.11.29. 흔한남매 웃찾사 개설
- 2017.05.31. 웃찾사 폐지(흔한남매 폐지)
- 2019.05.09. 흔한일상 개설
- 2019.03.30. 구독자 10만돌파

## 인기영상
- 1등: 신전떢볶이 ASMR(아스므르)
- 2등: 좀비가 나타나면 필요한 것(이상형월드컵)
- 3등: 다운이의 남자유튜버 1위는???ㅋㅋㅋ(이상형월드컵)
- 4등: 으뜸이의 여자유튜버 1위는? 과연 ㅋㅋㅋㅋ(이상형월드컵)
- 5등: 흔한남매팀의 자동차 첫공개!!
- 6등: 흔한남매 제트플립 핸드폰 꾸미기!!ㅋㅋㅋ

## 같이 보기
- 흔한남매
- 한으뜸
- 장다운
- 흔한 컴퍼니